# Villa Ascensión (Santa Cruz de Tenerife)
Villa Ascensión es un barrio de la ciudad de Santa Cruz de Tenerife (Tenerife, Canarias, España), que se encuadra administrativamente dentro del distrito de La Salud-La Salle. 
El barrio toma su nombre de una finca que se ubicaba en la zona, propiedad de Manuel Cruz Delgado quién fuera delegado de Transmediterránea en la isla. En ella se cultivaba entre otras cosas plátanos y había empaquetado propio. También tenían vacas con la consiguiente venta de leche al vecindario.
Limita al norte con el barrio de Cuesta de Piedra, al sur con El Perú, al este con La Salud y al oeste con Villa Benítez.

## Demografía
| 2004 | 2005 | 2006 | 2007 | 2008 | 2009 | 2010 |
| ---- | ---- | ---- | ---- | ---- | ---- | ---- |
| 1688 | 1723 | 2150 | 2095 | 2225 | 2204 | 2135 |